# I Lituani
I Lituani (Litauerna) är en opera (dramma lirico) i prolog och tre akter med musik av Amilcare Ponchielli och libretto av Antonio Ghislanzoni efter dikten Konrad Wallenrod av Adam Mickiewicz (1828).

## Historia
Efter succén med baletten Le due gemelle fick Ponchielli en beställning att tonsätta Ghislanzonis libretto för La Scala i Milano. Operan hade premiär där den 7 mars 1874. En entusiastisk kritiker drog parallellen mellan den och Verdis Aida (också med ett libretto av Ghislanzoni och framförd i Milano två år tidigare), och påminde om hur publiken först hade misslyckats att hitta melodier i Verdis opera. 1875 reviderade Ponchielli operan första gången och 1884 en andra gång då verket spelades i Sankt Petersburg under titeln Aldona.

## Personer
- Arnoldo, litauisk prins (Arnoldas) (baryton)
- Aldona, hans syster (Aldona) (sopran)
- Albano, en gammal bard (Albinas) (bas)
- Walter, Aldonas make, Corrado Wallenrod (Valteris) (tenor)
- Vitoldo, en litauisk avfälling (Vytautas) (bas)
- En sångare (sopran)

## Handling
Walter lämnar sin hustru Aldona för att söka hämnd på de tyska inkräktarna. I skepnad av Corrado Wallenrod blir han ledare för de tyska riddarna och använder sin makt till att skona litauiska fångar. Aldona anländer för att leta efter maken. Corrados avslöjas och han begår självmord minuterna innan de segrande litauerna kommer till undsättning.